# Ema Destinnová
Ema Destinnová (ˈɛmɑ ˈdɛs.tiˌnɔvɑːⓘ) pseudoniem van: Emilie Paulina Jindřiška Kittlová (Praag, 26 januari 1878 — České Budějovice, 28 januari 1930) was een Tsjechisch operazangeres, dichteres, auteur, en toneelschrijfster. Destinnová was een sopraan en werd geprezen vanwege haar krachtige zangstem. Destinnová wordt alom beschouwd als de diva van de Tsjechische opera in de 20e eeuw. Tevens wordt zij bezien als het symbool van het Tsjechische patriottisme en separatisme; toen Tsjechië nog onderdeel was van het Oostenrijks-Hongaarse Rijk. Zij veranderde haar achternaam van Kittlová naar Destinnová, naar de naam van haar zangdocente, als een eerbetoon. In het Westen is zij voornamelijk bekend geworden onder de verengelste naam Emmy Destinn; de naam die zij gebruikte in de Engelssprekende landen. Het was in de Verenigde Staten, net voor de Eerste Wereldoorlog, alwaar zij vooral haar roem vergaarde. Sinds 1 oktober 1996 staat Destinnová's portret op het Tsjechische 2.000 kronen bankbiljet en zij werd in 2005 verkozen als 26e in de televisieshow Největší Čech (De Grootste Tsjech).

## Biografie

### Jonge leven
Destinnová werd geboren op 26 januari 1878, aan Kateřinská 7 in de wijk Nové Město in Praag, als de oudste dochter van vastgoedhandelaar Emanuel Jan Kittl (1844-1910) en operazangeres Jindřiška Barbora Šrutová-Kittlová (1859-1898). Destinnová groeide op in een welgesteld artistiek gezin, ze werd geschoold in de schilderkunst, schrijven en het bespelen van de viool. Op haar achtste gaf zij haar eerste concert. In 1892, op dertienjarige leeftijd, begon Destinnová met haar zanglessen bij de Oostenrijkse zangdocente Marie Maria von Dreger Löwe-Destinn (1837-1921), wier achternaam zij later zou aannemen als een eerbetoon aan haar docente. Reeds op haar 14e schreef zij gedichten en op haar 18e, in 1896, waren al drie toneelstukken van haar hand uitgevoerd in Praag.

### Carrière

#### Staatsopera in Berlijn
Destinnová werd in 1897 aanvankelijk afgewezen door drie operahuizen, te weten: het Nationaal Theater in Praag; de Semperoper in Dresden; en het Theater des Westens in Berlijn. Maar op 19 juli 1898 debuteerde zij als Santuzza in de opera Cavalleria rusticana van Italiaans componist Pietro Mascagni, die werd opgevoerd in de Hofoper, de tegenwoordige Staatsopera te Berlijn. Destinnová kreeg veel lof voor haar vertolking van Santuzza wat leidde tot een vijfjarig contract bij de Berlijnse Hofoper, hier zou ze uiteindelijk 10 jaar blijven en meer dan 40 rollen vertolken in meer dan 700 optredens in diverse opera's. Haar grootste rol in Berlijn was de titelrol van de opera Salomé in december 1906, welke werd gedirigeerd door de componist zelf Richard Strauss.

#### Covent Garden Royal Opera House in Londen
Hoewel Destinnová Berlijn als thuisbasis had verzorgde zij ook gastoptredens voor andere operahuizen. Belangrijk zijn haar gastoptredens in 1901 op de Bayreuther Festspiele in Bayreuth. Hierdoor openden zich deuren naar diverse Europese operahuizen in heel Europa. Door haar succes in Bayreuth werd ze ook gevraagd om op te treden in het Covent Garden Royal Opera House in Londen waar zij haar Engelse debuut had in 1905. Tot en met 1914 zou Destinnová elke lente in Londen verblijven, ze verzorgde aldaar 225 optredens in totaal 18 opera's. Het hoogtepunt aldaar was de titelrol in de Londense première van de opera Madama Butterfly van componist Giacomo Puccini op 10 juli 1905. Ze zong hier met de tenor Enrico Caruso. Samen zouden zij nog verschijnen in de opera's Cavalleria rusticana, Aida, Don Giovanni, en Tosca. In 1908 kreeg zij de titel van erelid van het Nationaal Theater in Praag.
| Er is geen groter verlangen in mijn leven geweest dan wat ik voel voor het Nationaal Theater ... Voor mij, is het altijd synoniem geweest met mijn eerste liefde. — Vertaald citaat van Ema Destinnová over het Nationaal Theater in Praag. |

#### Metropolitan Opera in New York

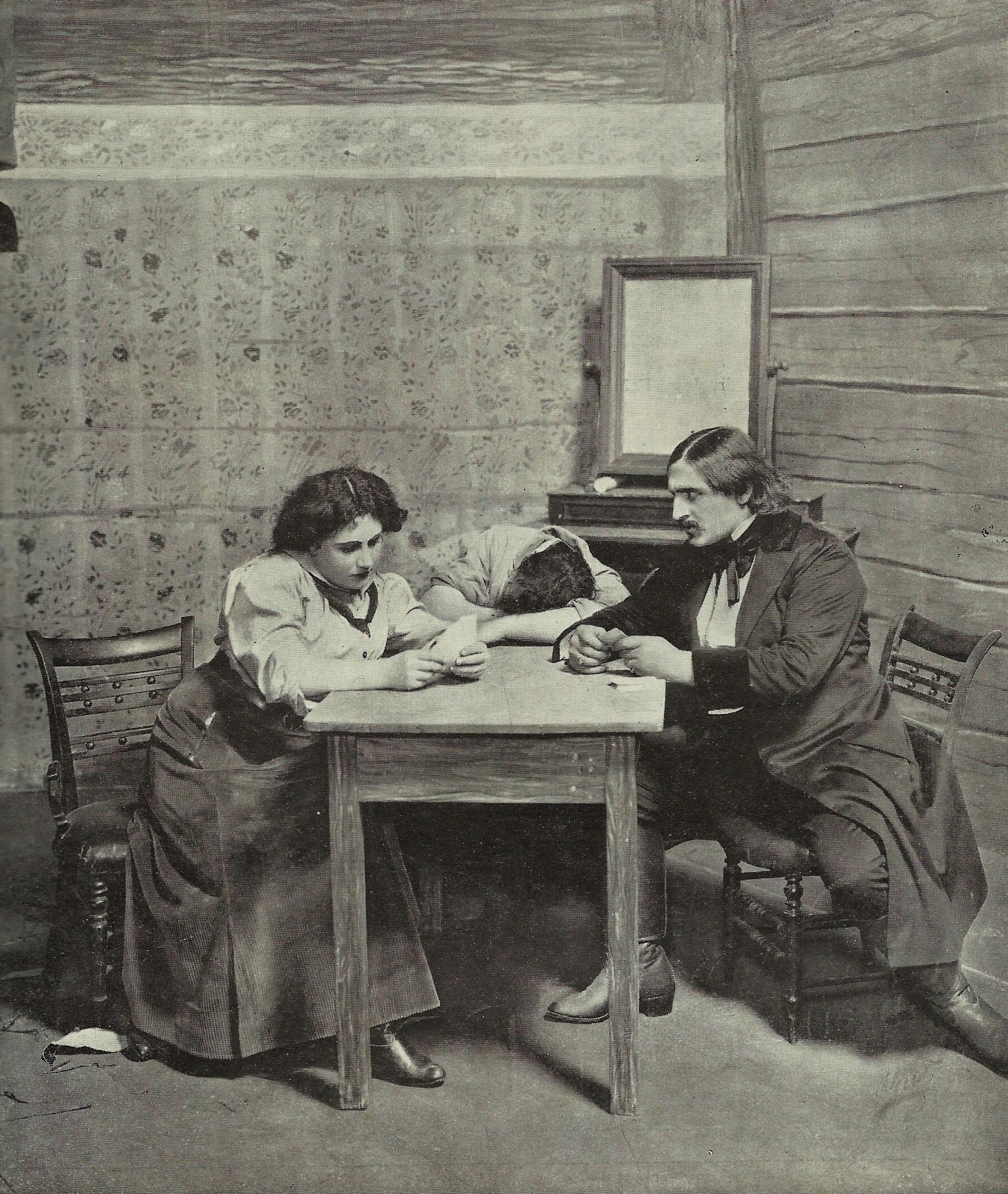
10 december 1910, Ema Destinnová als Minnie en Enrico Caruso als Dick Johnson in de première van de opera La Fanciulla del West van Giacomo Puccini.

Na haar optredens in Londen werd Destinnová in 1908 uitgenodigd om te komen optreden in de Metropolitan Opera in New York. Hier zou ze in totaal 250 optredens verzorgen in 21 verschillende rollen. Haar succesvolste rol aldaar was in de wereldremière van de opera Minnie, waarin zij wederom zong samen met Enrico Caruso. De opera werd gedirigeerd door de Italiaanse dirigent Arturo Toscanini. Een jaar later, in 1909, zou ze de rol van Marenka mogen zingen, eveneens naast Enrico Caruso, in Bedřich Smetana's opera De Verkochte Bruid die ook werd opgevoerd in de Metropolitan Opera en deze werd gedirigeerd door Gustav Mahler. Destinnová triomfeerde in de Verenigde Staten en zo vergaarde zij een fortuin. Het begin van de Eerste Wereldoorlog maakte een einde aan haar zege.
| Ema Destinnová werd de ster van de Berlijnse Staatsopera op 20-jarige leeftijd. Zij fascineerde het publiek van de Metropolitan Opera in New York alwaar zij zong met Enrico Caruso. Zij stelde zichzelf ook voor aan het Amerikaanse publiek in de rol van Marenka in de opera De Verkochte Bruid. Het lijdt geen twijfel dat haar populariteit heeft geholpen het werk van Bedřich Smetana wereldberoemd te maken. — Vertaald citaat uit het juryverslag van De Grootste Tsjech |

#### Eerste Wereldoorlog, Stráž nad Nežárkou en optredens in Tsjechië
In 1913 speelde Destinnová zichzelf in de film Die Löwenbraut van de Duitse regisseur Max Obal. Ze zong de aria Je suis Titania uit de opera Mignon in een leeuwenkooi. Ze kreeg een totaal van ℳ 30.000 en haar leven was verzekerd voor het tienvoudige van dat bedrag. In 1914 jaar kocht haar vriend, de Frans-Algerijnse bariton Dihn Gilly, een kasteel voor haar in Stráž nad Nežárkou in de regio Zuid-Bohemen. Het kasteel diende als een zomerresidentie. Ze hield van het kasteel en ze heeft het als haar toevluchtsoord beschouwd tot aan het eind van haar leven. In 1916 werd haar paspoort geconfiscueerd door de keizerlijke autoriteiten vanwege haar banden met de patriottistische beweging die voor een autonoom Tsjechië streden. Hierdoor kon ze niet meer reizen tot de val van Oostenrijks-Hongaarse Rijk in 1918 aan het einde van de Eerste Wereldoorlog. Tijdens deze reisbeperking schreef ze de literaire trilogie: In de schaduw van een blauwe roos (Tsjechisch: Ve stínu modré růže). Tevens trad zij op in 1917 in het Nationaal Theater in Praag en werd door het publiek gevierd als een symbool van nationale en culturele vrijheid; in dezen: vrijheid van het Oostenrijk-Hongaarse Rijk. Haar tweejarige afwezigheid in New York had mogelijkheden geboden aan een jongere generatie van zangeressen wat betekende dat Destinnová niet meer werd geboekt. Tegen het einde van de oorlog mocht Destinnová optreden in het Nationale Theater in Praag waar ze 82 optredens verzorgde. Daarna heeft ze nog in heel Tsjechië opgetreden, waaronder Pilsen en Brno. Hier werd ze overal begroet met veel enthousiasme omdat zij de Tsjechische vaderlandsliefde een warm hart toedroeg en ook altijd Tsjechische opera's heeft gepromoot tijdens haar carrière.

### Huwelijk en afscheidstour

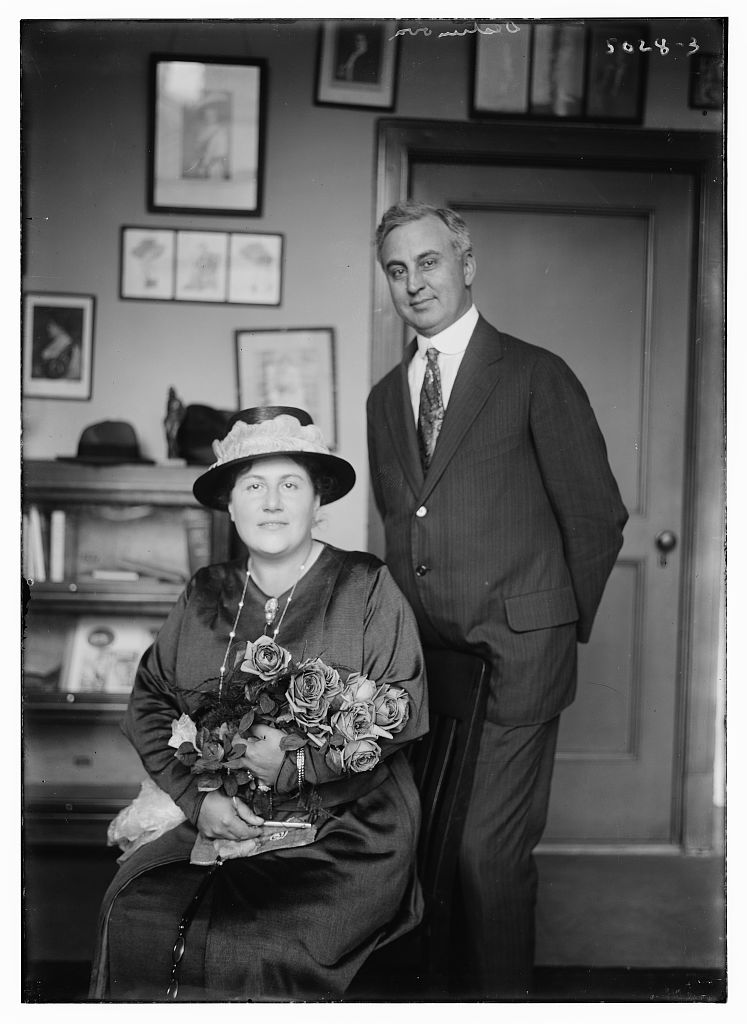
Ema Destinnová en haar echtgenoot Josef Halsbach.

In 1923 is ze getrouwd met Josef Halsbach, een officier in de Tsjecho-Slowaakse luchtmacht. In 1925 ging ze op tour door het toenmalige Joegoslavië en in datzelfde jaar ontving zij Tomáš Masaryk, de eerste president van Tsjecho-Slowakije, bij haar in Stráž nad Nežárkou. Een jaar later in 1926, op 48-jarige leeftijd begon zij met haar tweejarige afscheidstour en deze besloot zij op 28 oktober 1928, de 10e verjaardag van de stichting van de Tsjecho-Slowaakse Republiek, in Londen. Haar gezondheid was sterk verminderd, mede door obesitas, hierdoor trok zij zich terug uit het publieke leven. Ze kocht een brouwerij en een destilleerderij en begon met het verzamelen van antiek en oude boeken. Hierdoor verloor zij uiteindelijk haar verzamelde fortuin. Om een inkomen te genereren ging ze zang doceren.
| Er is niets erger dan moeten kijken naar een oude vrouw op het toneel. — Vertaald citaat van Ema Destinnová |

### Overlijden
Op 28 januari 1930 zou Destinnová worden geopereerd aan haar oog in České Budějovice. Toen zij kon worden onderzocht door de radioloog werd zij plotselijk onwel. Destinnová leed aan hoge bloeddruk en hierdoor is een hersenbloeding ontstaan. De oogarts heeft haar nog naar het ziekenhuis gebracht maar ze kon niet meer worden geholpen. Destinnová is diezelfde avond gestorven om 22:10. Het lichaam is op 30 januari naar Praag gebracht. Emilie Paulina Jindřiška Halsbachová-Kittlová is 52 jaar oud geworden. Op 3 februari 1930 is ze bijgezet in het Slavínpantheon op het Vyšehradkerkhof, van de wijk Vyšehrad te Praag.

## Trivia

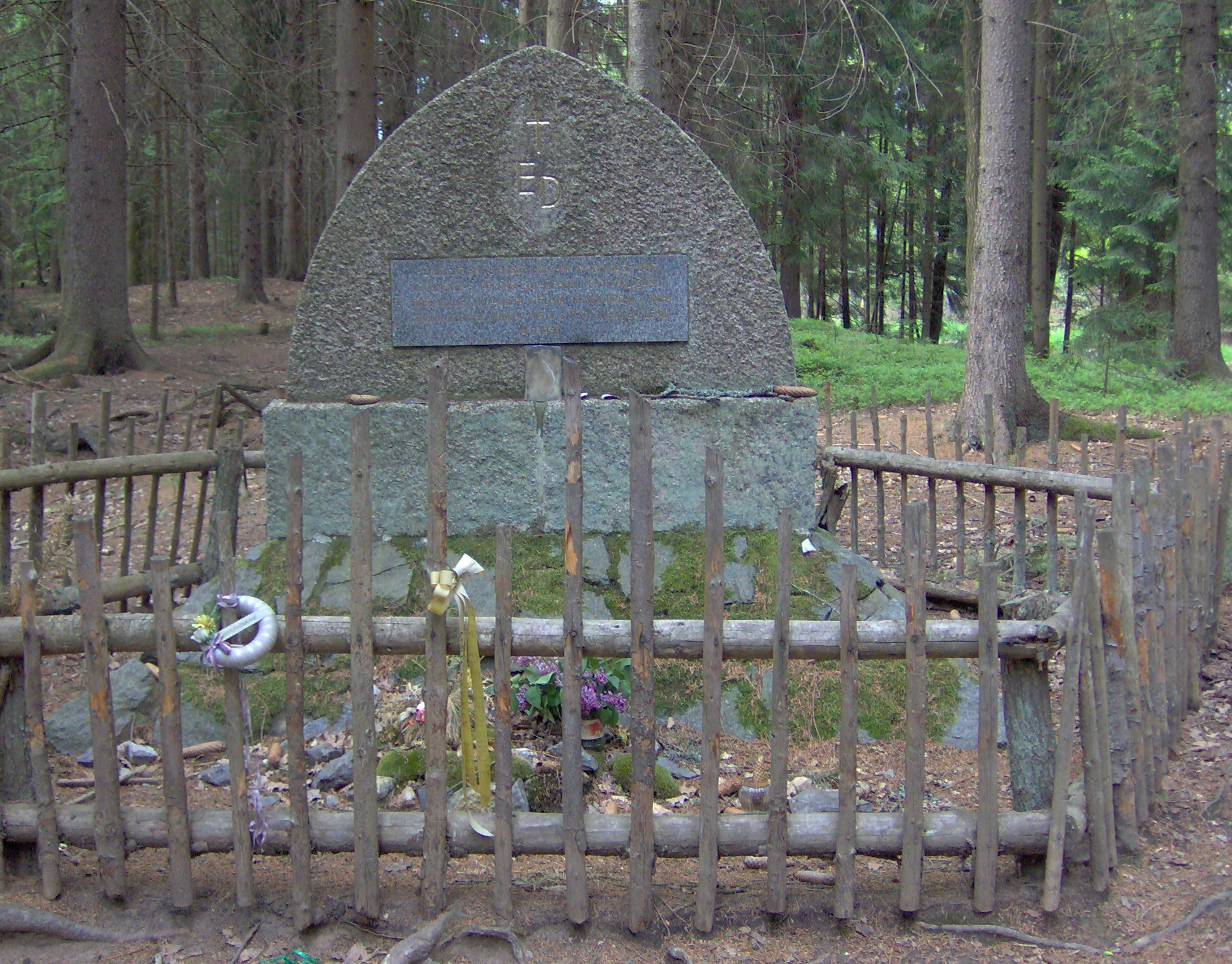
Herdenkingsmonument aan Destinnová in Třeboň.

- Op haar linkerbeen had zij een tatoeage. Aan het begin van de 20e eeuw rustte een sterk taboe op het hebben van tatoeages.[3]
- In haar appartement in Praag had zij een menselijk skelet.[3]
- Onder anderen componist Giacomo Puccini, dirigent Arturo Toscanini, en tenor Enrico Caruso hebben getracht Destinnová het hof te maken.[3]
- Destinnová was een groot liefhebber van vissen. Ruim twaalf jaar heeft Destinnová een conflict gehad met haar buurman molenaar Hynek Gabler over het recht op een visvergunning in rivier Nežárka in Stráž nad Nežárkou die langs de achtertuin van het kasteel waarin zij woonde stroomt. De rechter heeft uiteindelijk Gabler het recht toegekend.[3]
- In 1916, gedurende de Eerste Wereldoorlog, vertrok Destinnová naar New York voor een optreden. De keizerlijke politiedienst had haar vertrek niet goedgekeurd en verdacht haar van spionage. De politie heeft haar staan opwachten bij de Tsjechische grens. Maar Destinnová slaagde erin om toch de grens over te kunnen komen, sedert die tijd werd ze in de gaten gehouden door de keizerlijke autoriteiten en heeft ze ook een verbod voor reizen buiten het keizerrijk opgelegd gekregen.
- Het museum van Jindřichův Hradec, een dorp nabij Stráž nad Nežárkou, heeft een permanente tentoonstelling over Destinnová.[23]
- De op 21 februari 1984 ontdekte planetoïde 6583 is vernoemd naar Destinnová. Deze draagt haar Verengelste artiestennaam Destinn.
- In Třeboň is een monument ter nagedachtenis aan Ema Destinnová geplaatst.
- Aan Malostranské náměstí 37/23 in Praag hangt een buste van Destinnová aan de muur met daaronder de tekst: Zde žila Ema Destinnová 1908-1914 (Zij woonde hier Ema Destinnová 1908-1914)
- In het overlijdensregister van de burgerlijke stand staat de overlijdensdatum van Destinnová geregistreerd op: 29 januari 1930. Deze datum blijkt echter foutief te zijn. De Tsjecho-Slowaakse krant: Národní Listy Večerni vydáni (Nationale Krant Avondeditie) van 29 januari 1930 berichtte al dat Destinnová was overleden op 28 januari 1930.[2][22]
- In 2016 heeft het Tsjechisch Muziekmuseum een verzameling van: 37 brieven; twee telegrammen; vier ansichtkaarten; vijftien concertprogramma's; twee concertposters; zestien grammofoonplaten met daarop optredens van Destinnová en 31 krantenknipsels ontvangen van Destinnová aan haar Duits-Joodse vriendin Hilda Schueler. De brieven werden geschonken door de kleinkinderen van Schueler.[24]

## Naam
In diverse bronnen kunnen verschillende namen van Destinnová worden aangetroffen. Het geboorteregister van de burgerlijke stand in Praag toont duidelijk dat Destinnová de voornamen: Emilie Paulina Jindřiška krijgt. De achternaam van haar vader Kittl werd naar Tsjechisch gebruik omgezet naar de vrouwelijke variant: kittlová. Destinnová's geboortenaam is dus: Emilie Paulina Jindřiška Kittlová. Later veranderde zij haar achternaam, waarbij haar achternaam is gebaseerd op de achternaam van haar zanglerares. Haar naam was dus Emilie Paulina Jindřiška Destinnová. Destinnová heeft diverse artiestennamen gebruikt. De reden hiervoor is onbekend. In Tsjechië en Berlijn gebruikte ze voornamelijk de Tsjechische artiestennaam: Ema Destinnová. Pas toen zij ging optreden in Londen en New York gebruikte zij de Verengelste artiestennaam: Emmy Destinn. Toen zij na de Eerste Wereldoorlog niet meer optrad in de Verenigde Staten gebruikte zij uitsluitend nog haar Tsjechische artiestennaam. Na haar huwelijk met Josef Halsbach in 1923 wijzigde haar officiële naam naar Emilie Paulina Jindřiška Halsbachová-Destinnová. In het overlijdensregister van de burgerlijke stand in České Budějovice staat haar naam verkort genoteerd als: Emilie Halsbachová-Destinnová.

## Publicaties
Destinnová heeft diverse publicaties op haar naam staan. Waaronder gedichten- en liederenbundels, romans en toneelstukken. Hieronder is een beknopte samenvatting van de publicaties. Veelal heeft Destinnová oorspronkelijk in het Duits geschreven, echter haar literaire magnum opus: In de schaduw van een blauwe roos, waaraan zij begon te schrijven ten tijde van de Eerste Wereldoorlog, bestaat uit 3 delen, waarvan deel 1 uit twee volumes. De romans zijn niet vertaald naar het Nederlands.

### Poëzie
| Jaar | Originele titel  | Jaar vertaling | Tsjechische titel | Nederlandse vertaling |
| ---- | ---------------- | -------------- | ----------------- | --------------------- |
| 1902 | Sturm und Ruhe   | 1995           | Bouře a klid      | Storm en Rust         |
| 1907 | Der galante Abbé | onb.           | Galantní Abbé     | De Galante Abbé       |

### Romans
| Jaar | Originele titel | Jaar vertaling | Tsjechische titel   | Nederlandse vertaling |
| ---- | --- | -------------- | ------------------- | --- |
| 1915 | Herr Doktor Casanova | 1988           | Pan doktor Casanova | Dokter Casanova |
| 1924 | Ve stínu modré růže: román zašlých vášní • díl 1./1 Z Nepravého semene • díl 1./2 Z Nepravého semene • díl 2. Květ blínu • díl 3. Rozvrat | nvt            | nvt                 | In de schaduw van een blauwe roos: een roman van vervaagde passies • deel 1./1 Van vals zaad • deel 1./2 Van vals zaad • deel 2. Blinde bloem • deel 3. Verstoring |

### Vertalingen
Destinnová heeft een aantal vertalingen gemaakt vanuit het Tsjechisch naar het Duits.
- Het sprookje Radúz a Mahulena (Radúz en Mahulena) van Tsjechisch toneelschrijver Julius Zeyer.
- Libretto van de opera Psohlavci (De hondskoppen) van Tsjechisch componist Karel Kovařovic.

### Toneelstukken
- 1896 - U Cíl
- 1896 - Dvojí hřích
- 1896 - Pod praporem umění
- 1899 - Nadarmo
- 1908 - Rahel
- 1929 - Tůně

## Film
Tsjechisch Filmregisseur Jiří Krejčík heeft een biografische film over Destinnová gemaakt en uitgebracht op 1 december 1979, getiteld: Božská Ema (Goddelijke Ema). De film werd tevens ingezonden voor de Oscar voor beste internationale film als de Tsjecho-Slowaakse inzending voor de 54ste Oscaruitreiking. De film werd afgewezen van deelname. De primaire focus van de film ligt op de terugkeer van Destinnová in Tsjechië in 1914 vanuit de Verenigde Staten en haar deelname in het Tsjechisch patriottistisch verzet tegen Oostenrijk-Hongarije gedurende de Eerste Wereldoorlog.

### Links naar Engelstalige sites
- (en)  Emmy Destin Foundation - Een stichting die beginnende zangers en zangeressen steunt.
- (en)  Muzeum jindřichohradecka - Emmy Destinn Hall - Permanente tentoonstelling over Destinnová in het museum van Jindřichův Hradec.
- (en)   Die Löwenbraut in de Internet Movie Database - Film waarin Destinnová een aria zingt uit de opera Mignon.
- (en)   Božská Ema in de Internet Movie Database - Biografische film over Destinnová uit 1979 van regisseur Jiří Krejčík.

### Links naar Tsjechischtalige sites
- (cs)  Stráž Emy Destinnové - Site van het Destinnová's kasteel in Stráž nad Nežárkou, hier worden tegenwoordig concerten en rondleidingen gegeven.
- (cs)  Kinobox - Božská Ema - Profiel op Tsjechisch filmsite Kinobox over de biografische film Božská Ema

### Anderstalige links
- (nl)  Deezer - Ema Destinnová - Profiel van Destinnová op Deezer.

- Bibsys: 8023070
- Biblioteca Nacional de España: XX1628961
- Bibliothèque nationale de France: cb13611966g (data)
- Gemeinsame Normdatei: 119357437
- International Standard Name Identifier: 0000 0003 6850 0629
- Library of Congress Control Number: n82161395
- Nationale Bibliotheek van Letland: 000310155
- MusicBrainz: 8424f636-ad38-49cf-b7e1-6f3270aee748
- Nationale Bibliotheek van Tsjechië: jk01022229
- Nationale Bibliotheek van Israël: 987007283664705171
- Nationale Bibliotheek van Polen: a0000001224493
- Nationale en Universitaire bibliotheek Zagreb: 000100097
- Nederlandse Thesaurus van Auteursnamen: 129577979
- Istituto Centrale per il Catalogo Unico: UBOV539538
- SNAC: w63j3swk
- Système universitaire de documentation: 130243590
- Virtual International Authority File: 66640668
- WorldCat: E39PBJfrKfJ6BHFYJw7gkjxYyd